# فهرست سیاه (مجموعه تلویزیونی)
فهرست سیاه (انگلیسی: The Blacklist) مجموعه تلویزیونی جنایی مهیج آمریکایی است که از ۲۳ سپتامبر ۲۰۱۳ از شبکه ان‌بی‌سی پخش و در ۱۳ ژوئیه ۲۰۲۳ به اتمام رسید . در این سریال «ریموند» ردینگتون (جیمز اسپیدر)، افسر سابق نیروی دریایی ایالات متحده تبدیل به یک جنایتکار برجسته می‌شود که پس از فرار داوطلبانه تسلیم اداره تحقیقات فدرال می‌شود. او به اداره تحقیقات فدرال گفت که لیستی از خطرناک‌ترین جنایتکاران جهان را که طی سال‌های گذشته تهیه کرده‌است، در اختیار دارد و مایل است در ازای مصونیت از پیگرد قانونی، در مورد عملیات آن‌ها اطلاع دهد. با این حال، او اصرار دارد که منحصراً با الیزابت کین (مگان بون) تحلیلگر شخصیتی تازه‌کار اداره تحقیقات فدرال کار کند.
در این سریال دیگو کلتنهاف، رایان اگولد و هری لنیکس نیز بازی می‌کنند. قسمت پایلوت توسط جون بوکنکامپ نوشته شده و توسط جو کارنهان کارگردانی شده‌است. از تهیه‌کنندگان اجرایی این مجموعه می‌توان به بوکنکمپ، جان آیسندراث و جان دیویس برای تلویزیون‌های سونی پیکچرز، یونیورسال تی‌وی و داویس اینترتینمنت اشاره کرد.
هر فصل از این سریال پس از پخش با بازخورد و مثبت مخاطبان روبرو شده و نظرات خوبی دریافت کرده‌است، منتقدان زیادی خصوصاً از عملکرد اسپیدر تمجید می‌کنند. در ۲۲ فوریه سال ۲۰۲۲، سریال برای دهمین فصل و به عنوان آخرین فصل تمدید و در ۲۶ فوریه سال ۲۰۲۳ پخش شد.

## داستان
ریموند «رد» ردینگتون (جیمز اسپیدر)، افسر سابق نیروی دریایی ایالات متحده آمریکا که به یک جنایت‌کار برجسته تبدیل شده‌است، پس از فرار از دستگیری برای چندین دهه، به صورت داوطلبانه خود را تسلیم اف‌بی‌آی [FBI] می‌کند. او به اف‌بی‌آی می‌گوید که لیستی از خطرناک‌ترین جنایت‌کاران دنیا را دارد که در طی سال‌ها جمع کرده‌است و مایل است در مقابل مصونیت از پیگرد قانونی، عملیات تک تک آن‌ها را اطلاع دهد. در هر فصل، سرنخ‌هایی دربارهٔ اسرار قدیمی ردینگتون فاش می‌شود.
در طول فصل اول، چنین به نظر می‌رسد که او در نقش یک خبرچین محرمانه برای FBI عمل می‌کند و پرونده‌های به ظاهر بی‌ربط را به FBI می‌دهد؛ ولی در دو قسمت انتهایی فصل اول معلوم می‌شود که آن پرونده‌ها به هم مربوط بودند و سازمان تبهکار ردینگتون در واقع مورد حمله از سوی یک جنایت‌کار ناشناخته به نام برلین قرار گرفته و ردینگتون از هویت برلین اطلاعی ندارد، و از طریق FBI تلاش کرده تا برلین را شناسایی کند و چون سازمان خودش امکانات FBI را نداشته، او این‌گونه از امکانات FBI برای ردیابی برلین استفاده کرده.

## بازیگران و شخصیت‌ها
- جیمز اسپیدر در نقش ریموند «رد» ردینگتون: یک جنایتکار ارشد اطلاعات مخفی و تحت تعقیب‌ترین مجرم اداره تحقیقات فدرال است، که بعداً مشخص شد پدر بیولوژیک الیزابت کین است. با این حال، در طی فصل‌های ۵ و ۶ مشخص می‌شود که او یک فریبکار است که پس از کشته شدن ریموند ردینگتون، جای او را می‌گیرد و استخوان‌های ردینگتون اصلی را در یک چمدان نگه می‌دارد، و در فصل ۷٬۸ معلوم می‌شود او کاتارینا روستوا (جاسوس روس و مادر الیزابت) است، که به عمل جراحی به «رد» تبدیل کرده است
- مگان بون در نقش الیزابت «لیز» کین: متولد ماشا روستوا، نماینده و تحلیلگر شخصیتی ویژه ای در اداره تحقیقات فدرال در تیم هارولد کوپر است. مادر او کاتارینا روستوا، و پدرش ریموند ردینگتون نام دارد، همچنین تام کین که شوهر او است به دستور ردینگتون برای محافظت از لیز وارد زندگیش می‌شود. او یک دختر، به نام 'اگنس' دارد و او در فصل ۲٬۸ فراری می‌شود و علیه ردینگتون می‌جنگد
- دیگو کِلَـتِنهاف در نقش دونالد رسلر: یک نماینده ویژه با اداره تحقیقات فدرال در تیم کوپر، که همچنین معاون دستیار مدیر بخش مبارزه با تروریسم اداره تحقیقات فدرال شد.
- رایان اگولد در نقش تام کین: کریستوفر هارگراو متولد شد، بعداً نام خواننده جیکوب فلپس را به خود گرفت، کین به عنوان یک مأمور مخفی کار می‌کند و شوهر لیز است (فصل‌های ۱ تا ۵).
- پارمیندر ناگرا در نقش میرا ملک: یک عامل میدانی با آژانس اطلاعات مرکزی که با تیم اداره تحقیقات فدرال کوپر کار می‌کرد (فصل ۱).
- هری لنیکس در نقش هارولد کوپر: دستیار مدیر بخش مبارزه با تروریسم اداره تحقیقات فدرال که از ردینگتون برای جلوگیری از افراد در لیست سیاه خود استفاده می‌کند.
- امیر اریسن در نقش آرام مجتبایی: یک متخصص سایبر با اداره تحقیقات فدرال در تیم کوپر (تکرار شده، فصل ۱ اصلی، فصل ۲ تا کنون).
- مژان مارنو در نقش سامار نوابی: یک عامل موساد که با تیم اداره تحقیقات فدرال کوپر کار می‌کند (فصل‌های ۲ تا ۶).
- هشام توفیق در نقش دمبه زوما: محافظ محرمانه ردینگتون (تکرار شده، فصل‌های ۱–۲؛ اصلی، فصل ۳ تاکنون).
- لورا سون در نقش آلینا پارک: یک عامل میدانی اداره تحقیقات فدرال که قبلاً در شهر انکوریج کار می‌کرد (دوره تکرار شده، فصل ۷ اصلی، فصل ۸)

## پخش
این سریال به‌طور همزمان از گلوبال در کانادا پخش می‌شود. در نیوزیلند، نمایش در TV3 در ۲ فوریه ۲۰۱۴ آغاز شد. فصل دوم اولین بار در ۲۳ سپتامبر برگزار شد. در انگلستان و ایرلند، این نمایش برای اولین بار از (Sky Living) در ۴ اکتبر ۲۰۱۳ برگزار شد. فصل دوم در اکتبر ۲۰۱۴ اکران شد. اما از آن زمان به Sky One منتقل شده‌است. نتفلیکس دارای حق پخش جریانی فصل‌های ۱–۷ در ایالات متحده، کانادا، استرالیا، آمریکای لاتین، فنلاند، هند، پاکستان، سوئیس، آلمان، یونان، سوئد، هلند و نیوزیلند است.